# Goal! 3: Taking on the World
Série Goal!
Goal 2 : La Consécration
(2007)
Pour plus de détails, voir Fiche technique et Distribution.
Goal! 3: Taking on the World est un film germano-britannique réalisé par Andy Morahan et sorti en 2009. Contrairement à ses deux prédécesseurs, ce film n'a pas eu une sortie en salles et sort directement en vidéo, mais n'existe pas en français.
C'est le dernier opus de la trilogie débutée avec Goal! : Naissance d'un prodige (2005). Il met en scène Santiago Muñez (Kuno Becker) et deux de ses coéquipiers du Real Madrid à la poursuite de leur rêve : remporter la Coupe du monde. Santiago a cependant ici un rôle moins présents que dans les deux premiers films, centrées sur lui.

## Synopsis
Le Mexicain Santi Muñez retrouve ses coéquipiers du Real Madrid, les Anglais Liam Adams et Charlie Braithwite, à la Coupe du monde de football 2006 en Allemagne. Malheureusement, ils sont victimes d'un accident de voiture qui va priver Santi de Mondial. Alors que ses deux amis défendent les couleurs de l'Angleterre, Santi lui, le regarde depuis les tribunes. Durant le tournoi, Charlie décède des séquelles de l'accident. Durant le quart de finale face au Portugal, Liam tir le dernier tir au but anglais, mais malheureusement, le gardien portugais stoppe le tir. Quelques secondes plus tard, Cristiano Ronaldo tire le sien et qualifie le Portugal pour les demi-finales. À la fin on peut assister au mariage de Liam Adams et de son ex, avec qui il a eu une fille. Santi est le témoin du mariage.

## Fiche technique
Sauf indication contraire, les informations mentionnées dans cette section peuvent être confirmées par la base de données cinématographiques IMDb,  présente dans la section « Liens externes ».
- Titre original : Goal! 3: Taking on the World
- Réalisation : Andy Morahan
- Scénario : Mike Jefferies, Piers Ashworth et Jonathan Ezekiel Arias
- Décors : Russell De Rozario
- Costumes : Cressida Lewis
- Photographie : George Tiffin
- Montage : Giles Bury
- Musique : Mark Thomas
- Production : Matt Barrelle, Peter Heslop et Mike Jefferies

Coproducteurs : Piers Ashworth,
Producteurs délégués : Stuart Ford et Danny Stepper
Producteur associé : Mark Harris
- Sociétés de production : Milkshake Films et Little Magic Films
- Société de distribution : Metrodome Distribution (Royaume-Uni, vidéo)
- Budget : n/a
- Pays d'origine :  Royaume-Uni,  Allemagne
- Langue originale : anglais
- Format : couleur - 2.35:1 - 35 mm
- Genre : drame sportif
- Durée : 96 minutes
- Dates de sortie[1] :
  - Royaume-Uni : 15 juin 2009 (directement en vidéo)

## Distribution
- J. J. Feild : Liam Adams
- Leo Gregory : Charlie Braithwaite
- Kuno Becker : Santiago « Santi » Muñez
- Kasia Smutniak : Sophia Tardelli
- Anya Lahiri : June
- Nick Moran : Nick Ashworth
- Christopher Fairbank : Foghorn
- Mike Elliot : Gordon
- Craig Heaney : Phil
- Jack McBride : Walter
- Tamer Hassan : Ronnie
- Ori Pfeffer : Mad Film Director
- John Salthouse : Newcastle Manager
- Gary Lewis : Mal Braithwaite
- Tereza Srbova : Katja
- Margo Stilley : Tamzin Adams
- Antonia Bernath : Britt
- Velibor Topic : le barman roumain
- Míriam Colón : Mercedes (non créditée)

Footballeurs et personnalités du football dans leur propre rôle
- David Beckham
- John Terry
- Frank Lampard
- Jamie Carragher
- Paul Robinson
- Owen Hargreaves
- Peter Crouch
- Rio Ferdinand
- Joe Cole
- Gary Neville
- Ray Clemence
- Jermaine Jenas
- Aaron Lennon
- Wayne Bridge
- Steven Gerrard
- Scott Carson
- David James
- Wayne Rooney
- Sven-Göran Eriksson
- Steve McClaren
- Sammy Lee
- Gerardo Torrado
- Rafael Márquez
- José Antonio Castro
- Ricardo Osorio
- Oswaldo Sánchez
- Ricardo La Volpe
- Ronaldo
- Hernán Crespo
- Miroslav Klose
- Haminu Draman
- John Aloisi
- Fernando Torres
- Thierry Henry
- Ze Roberto
- Filippo Inzaghi
- Ruud van Nistelrooy
- Esteban Cambiasso
- Olof Mellberg
- Henrik Larsson
- Carlos Tenorio
- Agustín Delgado
- Édison Méndez
- Cristiano Ronaldo
- Fernando Meira
- Ricardo
- Helder Postiga
- Miguel Veloso
- Maniche
- Petit
- Hugo Viana
- Simão Sabrosa
- Ricardo Carvalho
- Ashley Cole (non crédité)
- Michael Carrick (non crédité)

## Production
Le tournage a lieu d'octobre à novembre 2007. Il se déroule en Angleterre, notamment à Nottingham.

### TrilogieGoal!
- 2005 : Goal! : Naissance d'un prodige (Goal!) de Danny Cannon
- 2007 : Goal 2 : La Consécration (Goal II : Living the Dream) de Jaume Collet-Serra
- 2009 : Goal! 3: Taking on the World d'Andy Morahan (sorti directement en vidéo)